# Paul Dalla Lana
Pour les articles homonymes, voir Lana (homonymie).

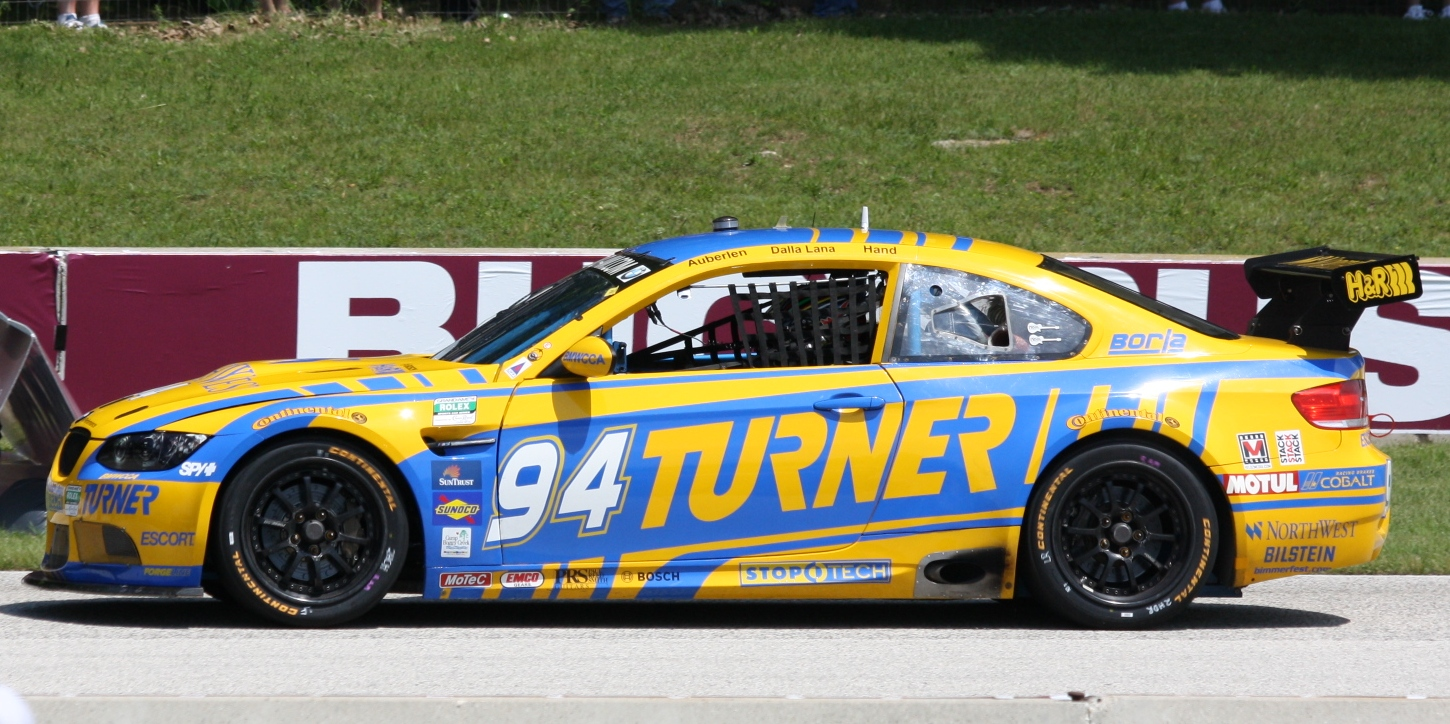
La BMW de Bill Auberlen, Paul Dalla Lana et Joey Hand en 2011

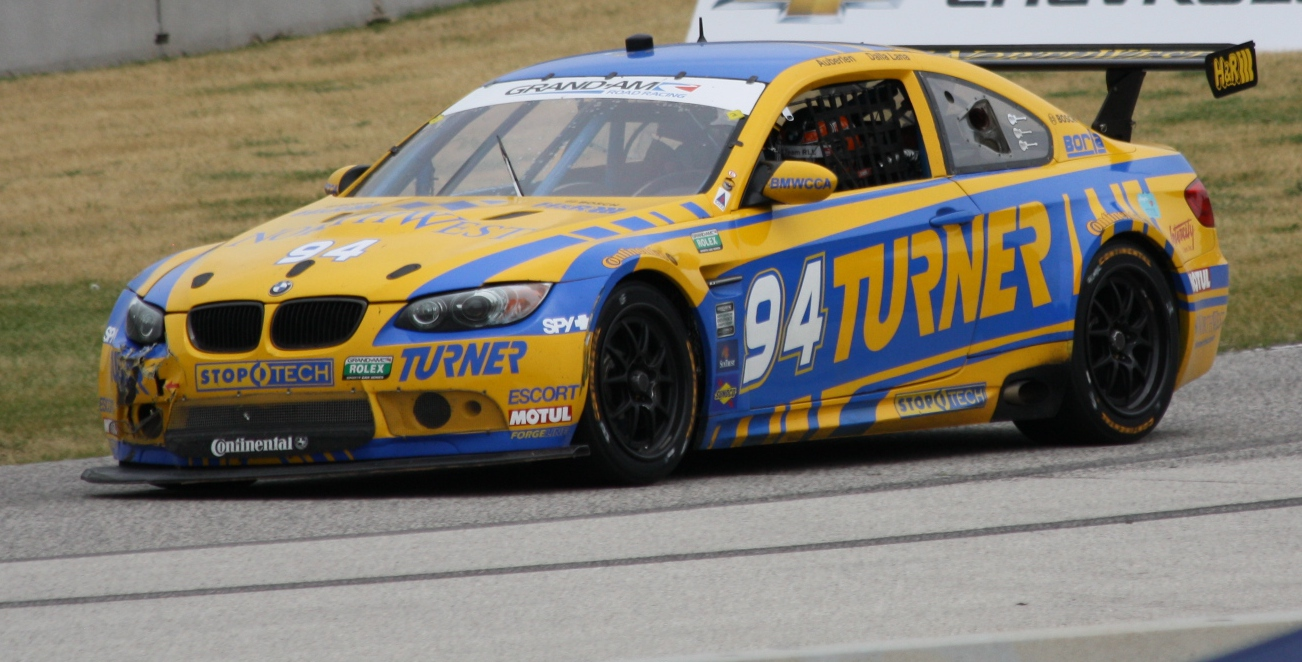
La BMW de Bill Auberlen et Paul Dalla Lana en 2012

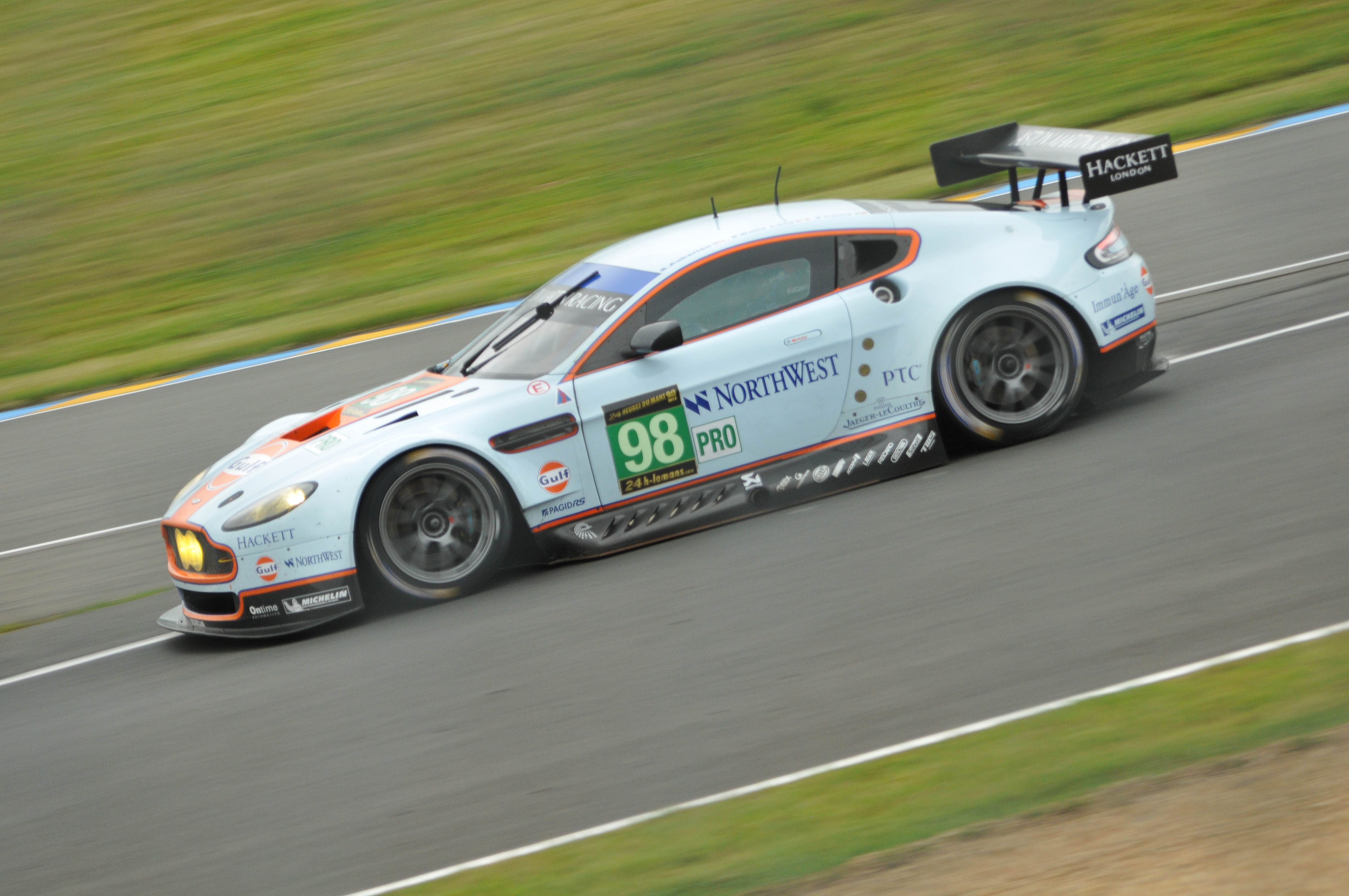
L'Aston Martin de Paul Dalla Lana, Pedro Lamy et Bill Auberlen au Mans en 2013

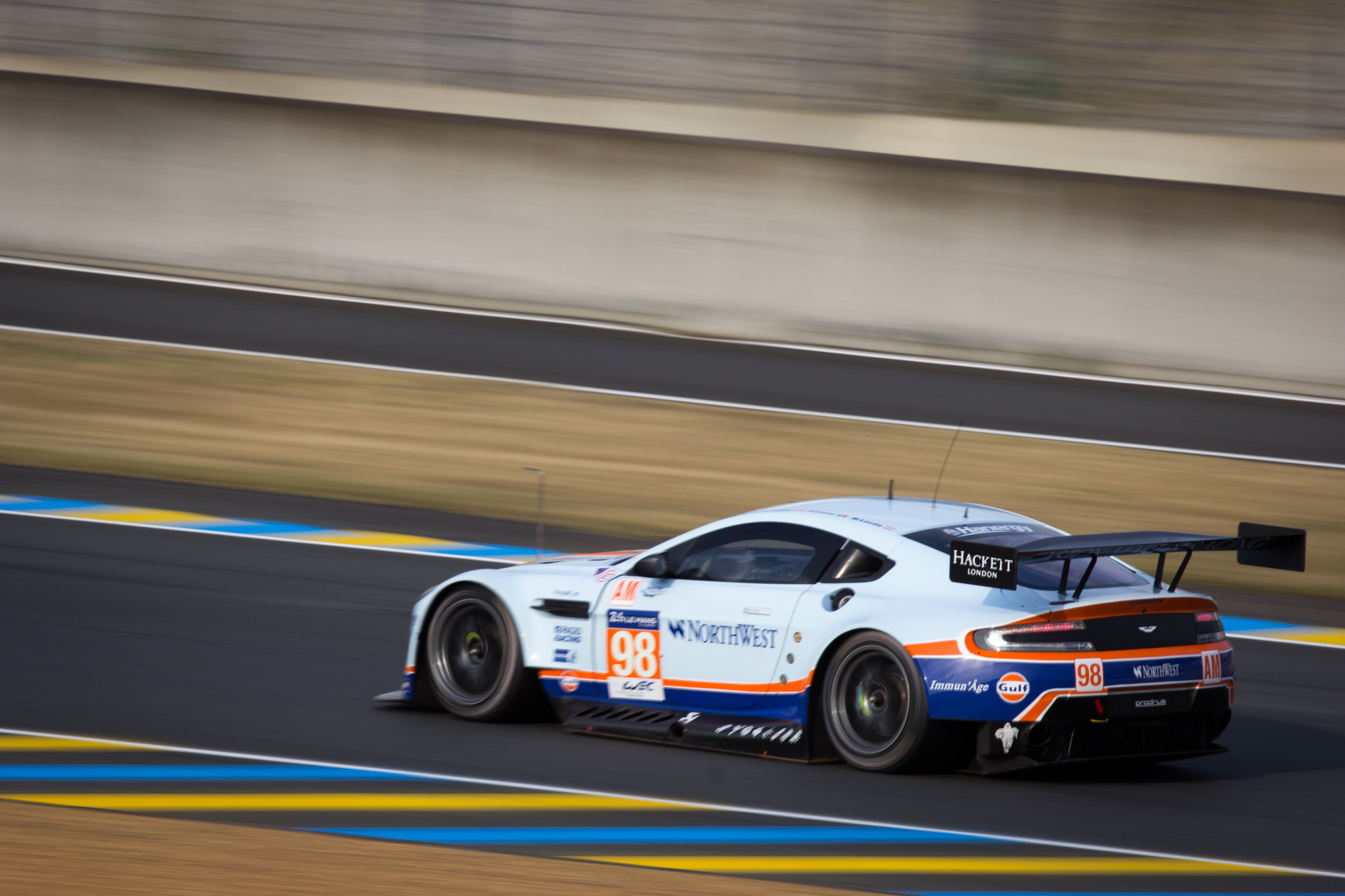
L'Aston Martin de Paul Dalla Lana, Pedro Lamy et Mathias Lauda au Mans en 2015

Paul Dalla Lana, né le 1er février 1966 à Vancouver (Colombie-Britannique), est un pilote automobile canadien engagé en Championnat du monde d'endurance FIA au sein de l'écurie Aston Martin Racing et en United SportsCar Championship avec l'écurie Spirit of Race (AF Corse) sur une Ferrari 488 GT3.

## Biographie
Paul Dalla Lana a débuté la compétition automobile dans les années 2000 comme gentleman driver. Il est le président et fondateur de la société NorthWest Healthcare Properties, une société spécialisée dans l'investissement immobilier dans le secteur de la santé.

## Palmarès
- Continental Tire Sports Car Challenge
  - Champion en 2011 avec l'écurie Turner Motorsport

- Rolex Sports Car Series
  - Sept victoires dans la catégorie GT entre 2011 et 2013 avec l'écurie Turner Motorsport
  - Troisième du championnat dans la catégorie GT en 2012

- Championnat du monde d'endurance FIA
  - Onze victoires dans la catégorie GTE Am entre 2014 et 2017 avec l'écurie Aston Martin Racing

## Résultats aux 24 Heures du Mans[2]
| Année | Voiture                     | Équipe              | Équipiers                        | Résultat   |
| ----- | --------------------------- | ------------------- | -------------------------------- | ---------- |
| 2013  | Aston Martin Vantage GTE    | Aston Martin Racing | Bill Auberlen / Pedro Lamy       | Abandon    |
| 2014  | Aston Martin Vantage GTE    | Aston Martin Racing | Pedro Lamy / Christoffer Nygaard | 26e        |
| 2015  | Aston Martin Vantage GTE    | Aston Martin Racing | Pedro Lamy / Mathias Lauda       | Non classé |
| 2016  | Aston Martin Vantage GTE    | Aston Martin Racing | Pedro Lamy / Mathias Lauda       | Abandon    |
| 2017  | Aston Martin V8 Vantage GTE | Aston Martin Racing | Pedro Lamy / Mathias Lauda       | 36e        |
| 2018  | Aston Martin Vantage GTE    | Aston Martin Racing | Pedro Lamy / Mathias Lauda       | Abandon    |
| 2019  | Aston Martin Vantage GTE    | Aston Martin Racing | Pedro Lamy / Mathias Lauda       | Abandon    |